# Walter Runeberg
Walter Magnus Runeberg  (Porvoo, 29 de diciembre de 1838-Helsinki, 23 de diciembre de 1920) fue un escultor finlandés de habla sueca, hijo del poeta Johan Ludvig Runeberg. 
Sus obras siguieron inicialmente los ideales clásicos, influido sobre todo por el escultor danés  Bertel Thorvaldsen, pero más tarde adquirieron rasgos más realistas.
Sus trabajos incluyen, entre otros, en Helsinki: una estatua de su padre J. L. Runeberg en el parque Esplanadi, la estatua de Alejandro II de Rusia en la Plaza del Senado; también la estatua de Per Brahe el joven en Raahe y en el parque Brahe de Turku (ambas de 1888).

## Datos biográficos
Walter Runeberg fue el tercer hijo del poeta nacional finlandés Johan Ludvig Runeberg y de Fredrika Runeberg. Nació en Porvoo, un año después de que la familia se trasladase allí desde Helsinki. Se llamó Walter en homenaje a Walter Scott, por el que Runeberg sentía gran admiración. Después de pasar por la escuela sin muchos éxitos terminó la secundaria y se dedicó a la escultura, que era su mayor interés. Comenzó su formación artística en Helsinki, donde recibió clases de Carl Eneas Sjöstrand. Continuó su formación en la escuela de dibujo de la Sociedad de Arte de Finlandia de Turku.
Financiado por su maestro en el otoño de 1858 viajó a Copenhague para formarse en la Real Academia de las Artes de Dinamarca, bajo la tutela de Herman Wilhelm Bissen, que había sido alumno de Thorvaldsen. Walter Runeberg mostró en las obras de este periodo la misma concepción clásica del arte. Después de cuatro años en Copenhague, se trasladó a Roma, el centro de artes clásicas. Allí trabajó , exceptuando algunos años de interrupción, hasta 1876. 
Runeberg regresó a Finlandia temporalmente en 1864 y se estableció como artista independiente. El trabajo más importante de este periodo es Ilmarinen forja la luna, en cuyo modelo trabajó durante casi tres años. Regresó a Roma en busca de los bloques de mármol necesarios para su trabajo. 
De su estancia italiana Runeberg dijo haber aprendido de los antiguos artistas y ser inspirado por sus contemporáneos. Sus trabajos producidos en su taller de Roma con diseños clásicos son numerosos. Entre otros se incluyen : el centauro Quirón enseña a Aquiles a tirar lanzas de 1863 , los Silenos ahogados por dos sátiros de 1865 que causó sensación tras su exposición en la ciudad, Psique con Céfiro de 1872 y Psique con la lámpara y el puñal de 1876 . Mención especial requiere el grupo escultórico de mármol titulado Apolo y Marsias de 1872, que fue la primera gran estatua de mármol de Finlandia, que se financió utilizando los ingresos de la lotería.
En el otoño de 1876 se trasladó con su familia a París, donde vivió durante diecisiete años. En ese momento comenzó a tratar sus obras de una manera más realista, aunque nunca se convirtió en un verdadero realista. Siempre insistió en que el arte debe ser edificante y hermoso. La mayor parte de su tiempo en París fue ocupado con el trabajo en la estatua de su padre, que fue presentada en Helsinki el año 1885 y en su ciudad natal Porvoo el mismo año; la estatua de Per Brahe , que se dio a conocer en Turku en 1888 y en formato más pequeño en Raahe - y el Monumento del zar Alejandro II de Rusia, que fue presentado en la Plaza del Senado de Helsinki el año 1894. También hizo retratos en busto de muchos de personajes famosos de la cultura en los países escandinavos. Ejemplo de éstos son los bustos de los profesores Anders Jahan Retzius y Kilian Stobæus, en la plaza de la Universidad de Lund.
Durante el periodo comprendido entre 1893 y 1896 Walter Runeberg vivió en Copenhague y luego se trasladó a Helsinki. Vivió cuarenta años en el extranjero. Murió el 23 de diciembre de 1920 y fue uno de los escultores más destacados de su tiempo.

## Obras
Entre las mejores y más conocidas obras de Walter Runeberg se incluyen las siguientes:

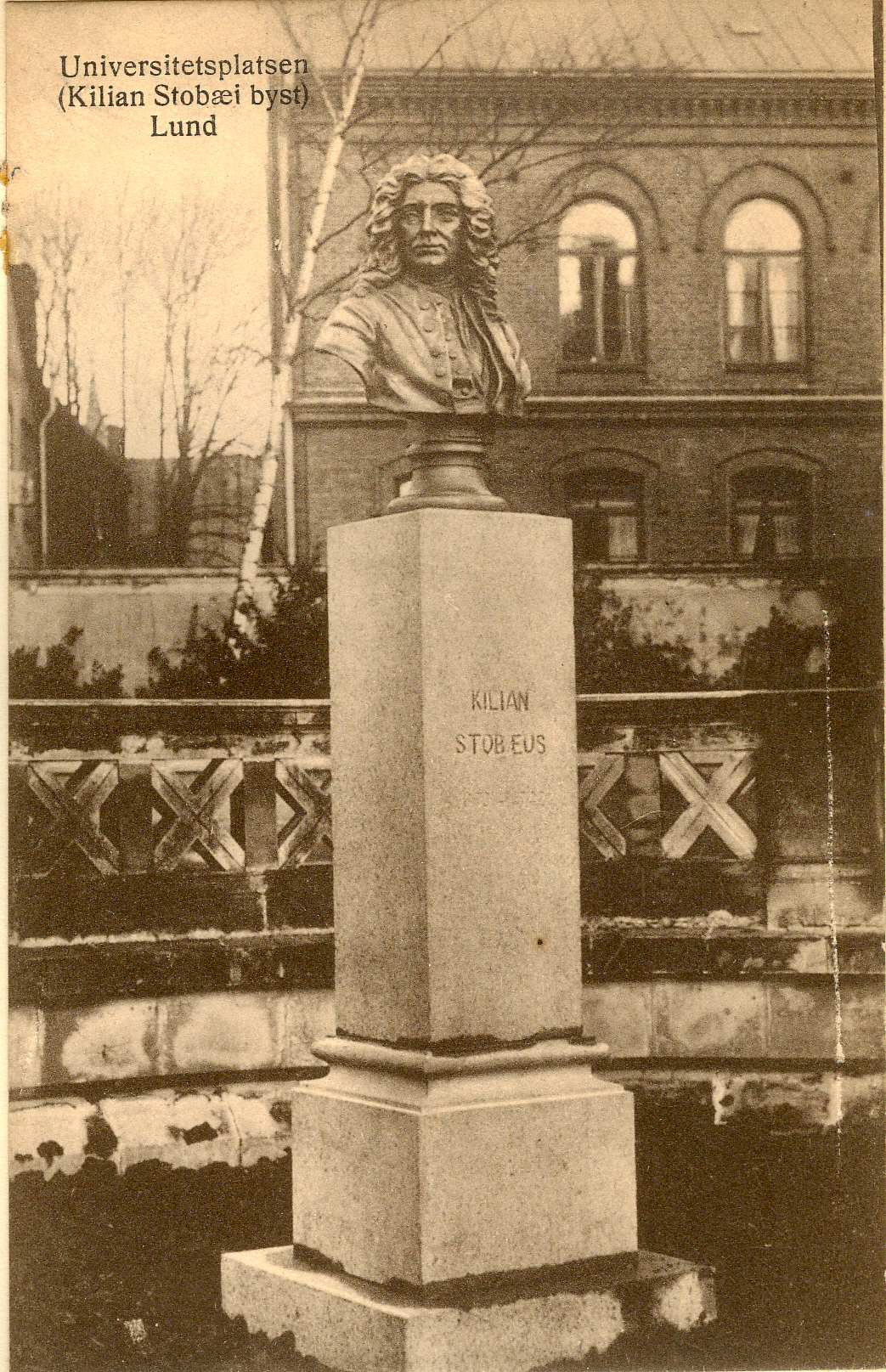
Profesor Kilian Stolbaeus,[nota 6] en la Plaza de la Universidad de Lund.
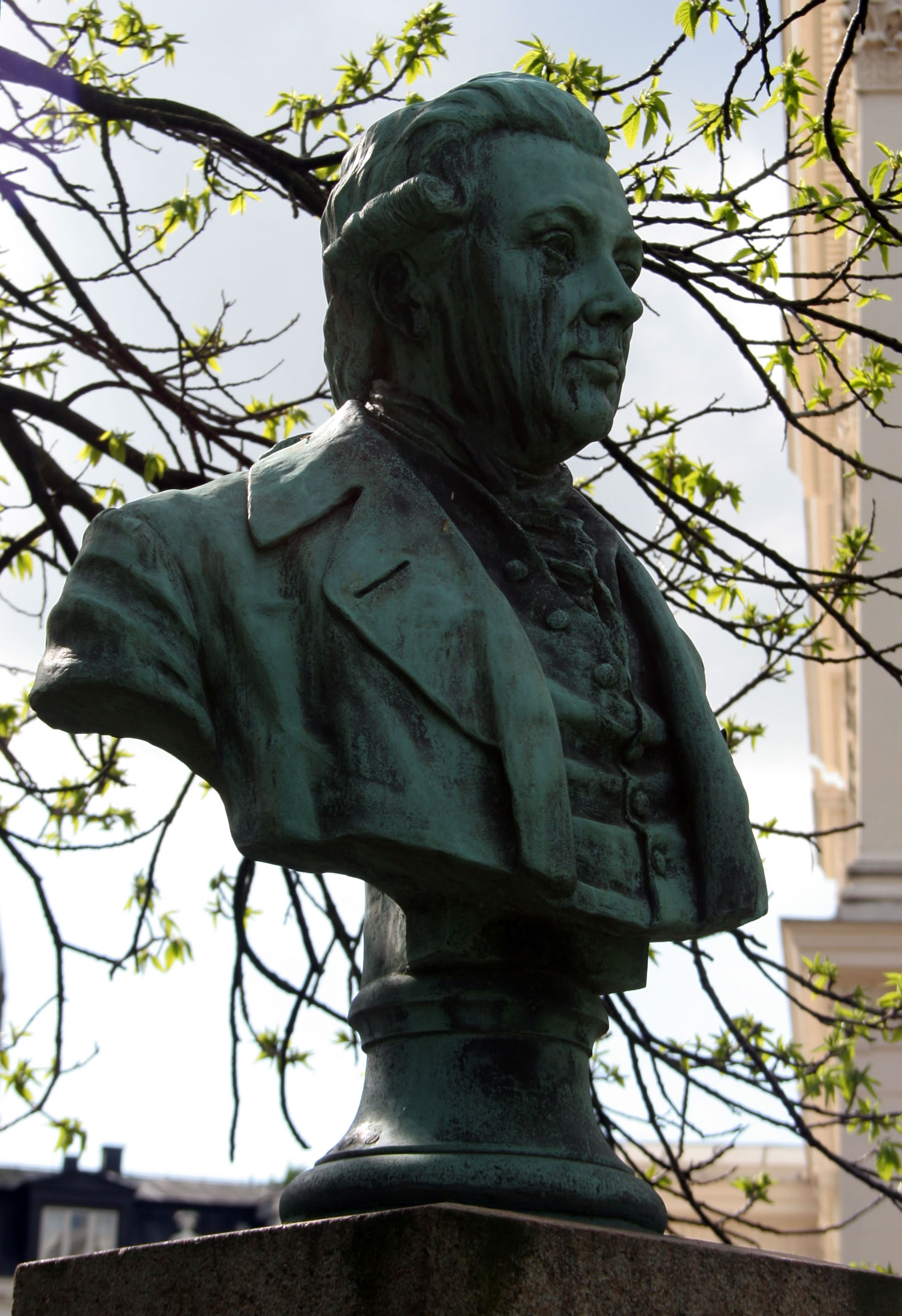
Busto del profesor Anders Jahan Retzius, 1906, Lund.
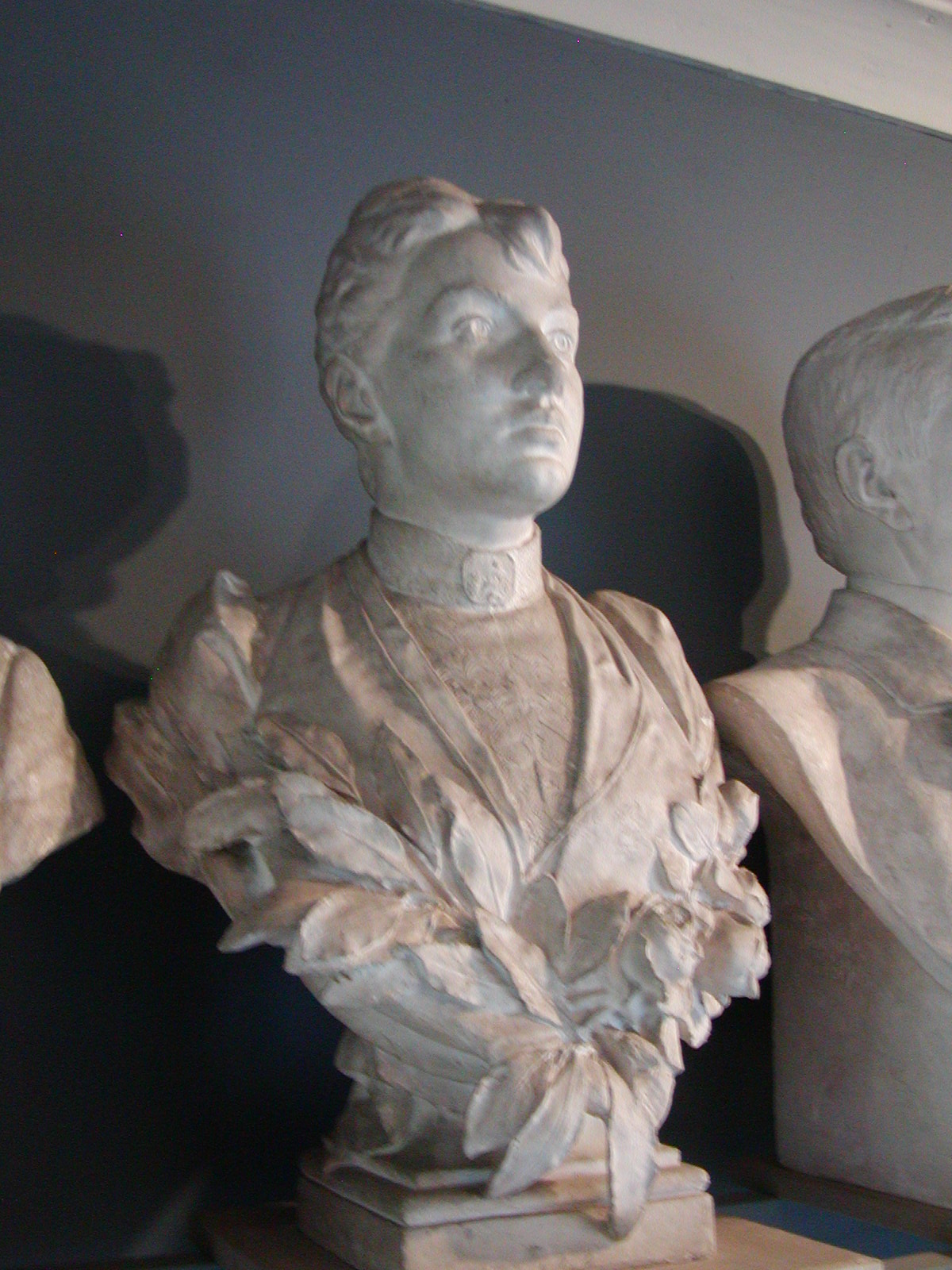
Busto de la matemática Sofia Kovalevskaja,[nota 7] Casa Museo Runeberg[nota 8]
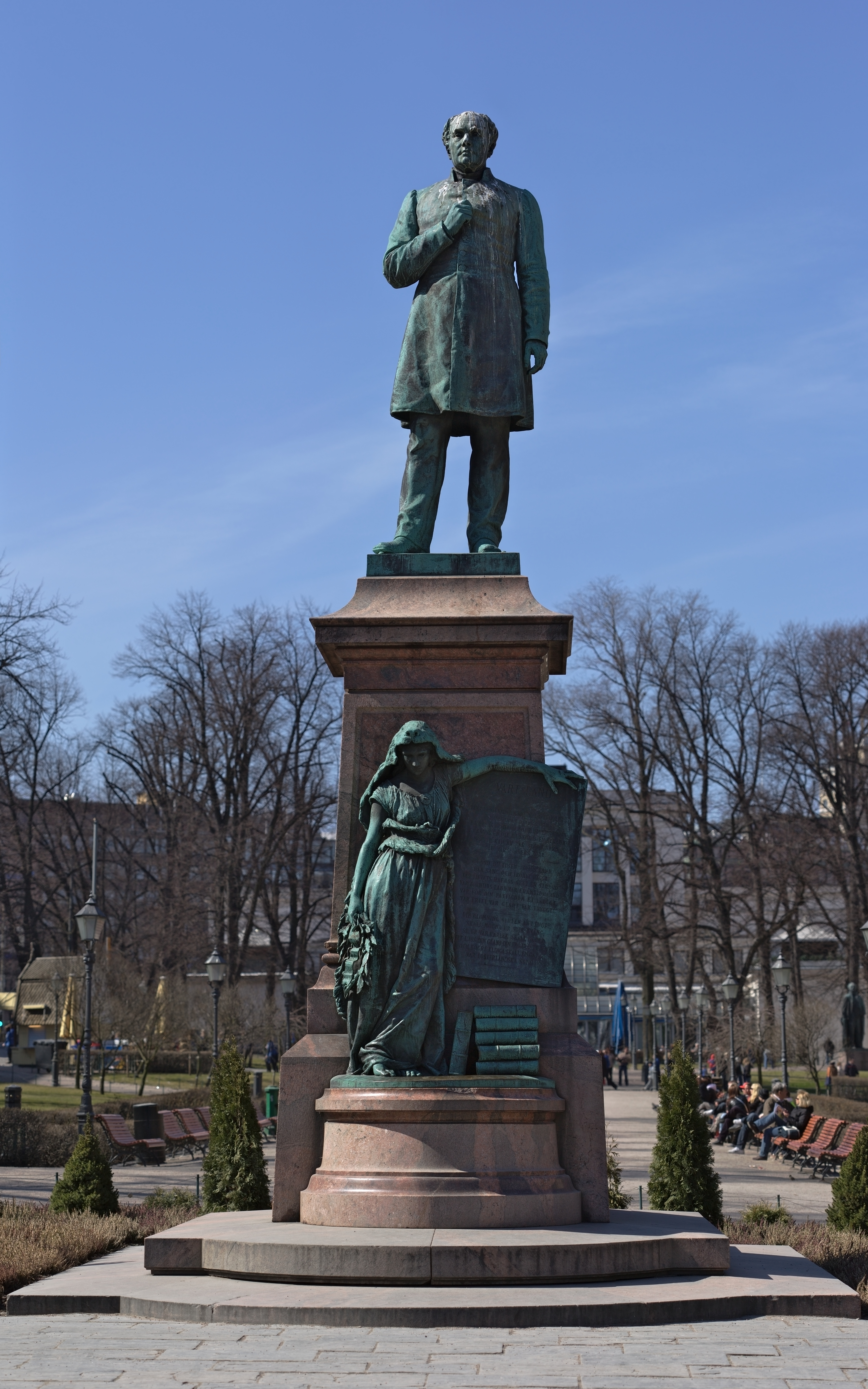
Monumento a su padre el poeta J. L. Runeberg, Helsinki.
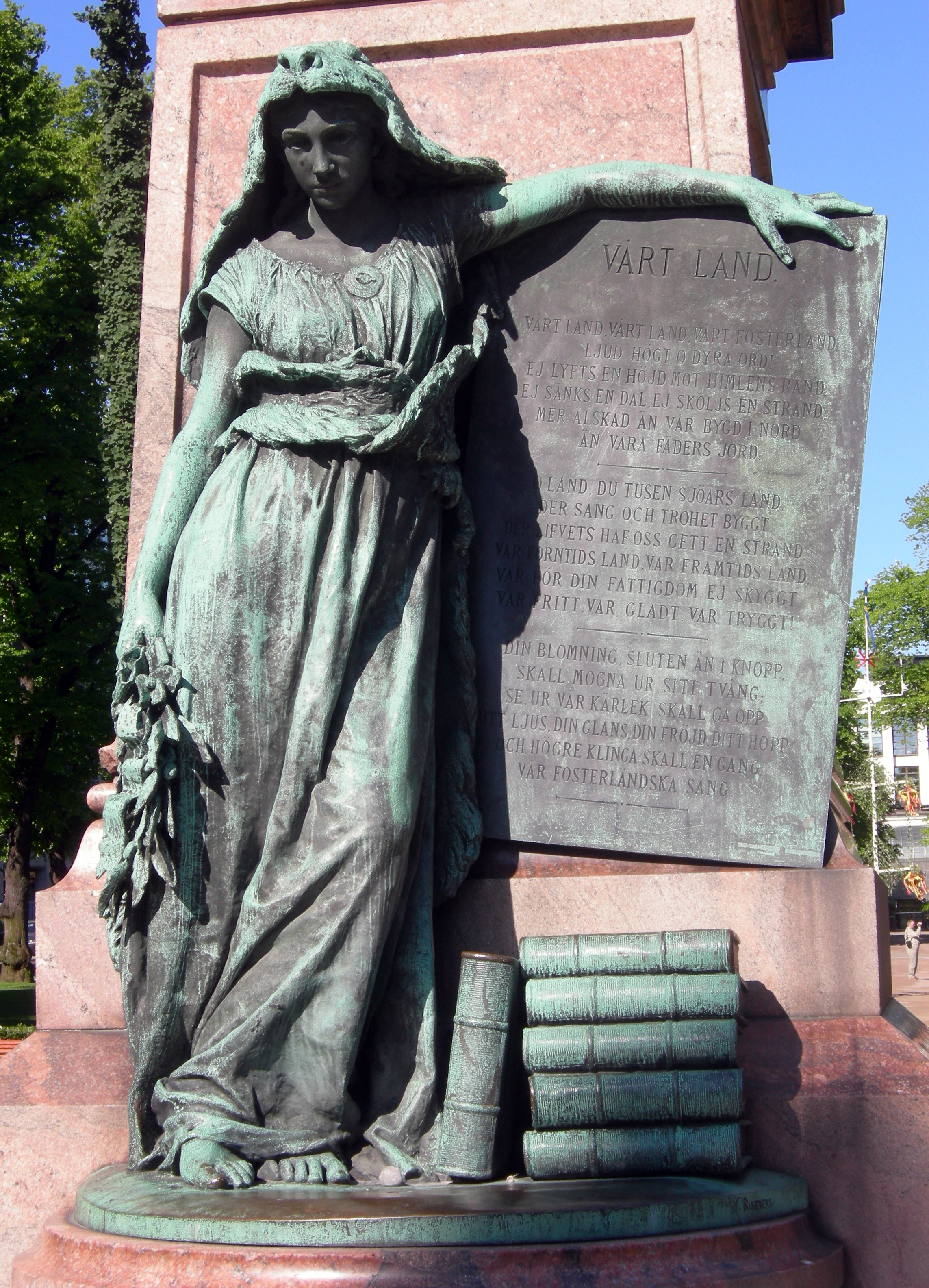
Figura de mujer con la letra del himno nacional sueco de Finlandia Vart Land (de nuestra tierra - en finés:Maamme), base de la estatua de su padre
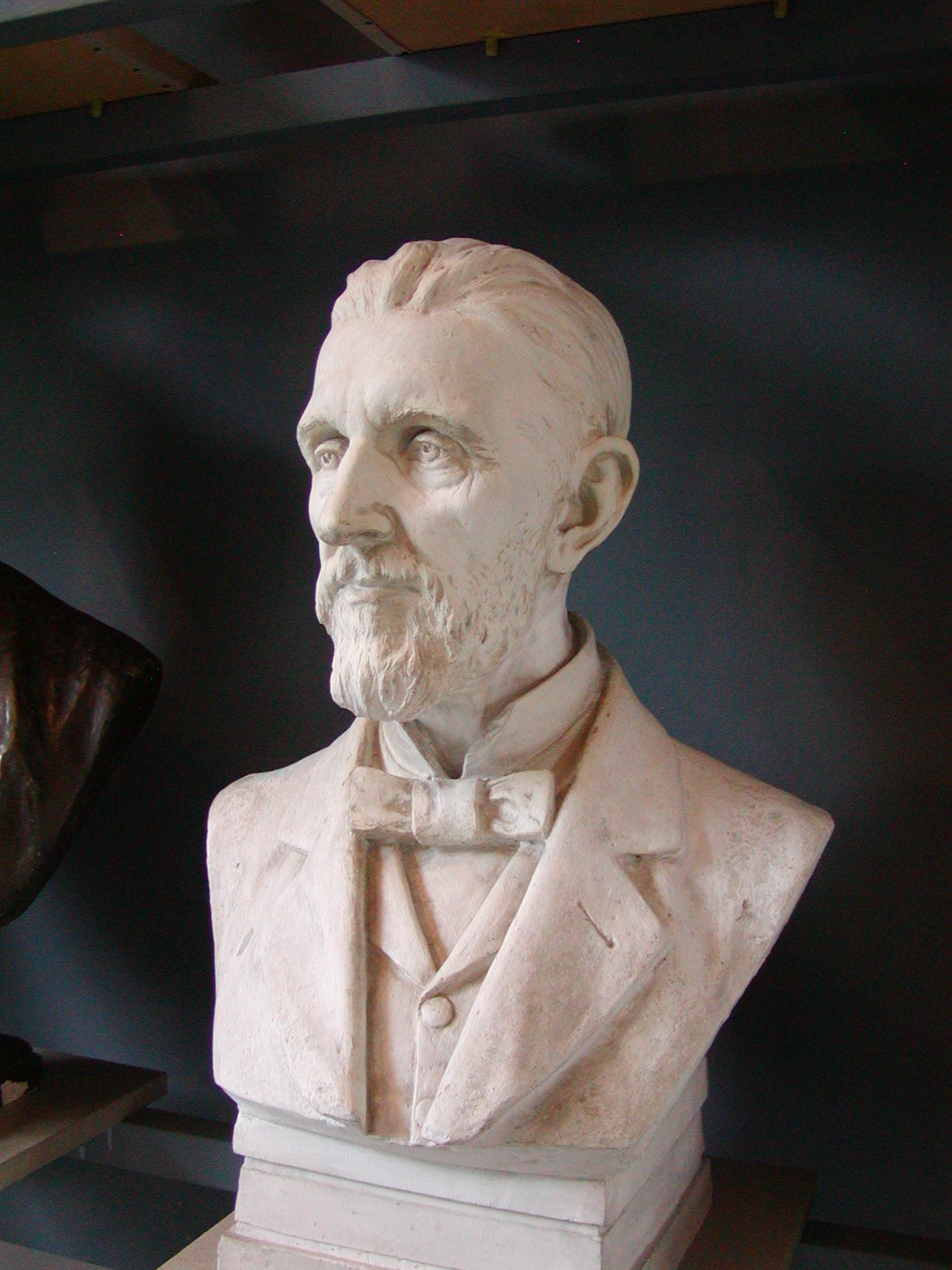
Busto del lingüista Otto Donner[nota 9]

 Pulsar sobre la imagen para ampliar. 

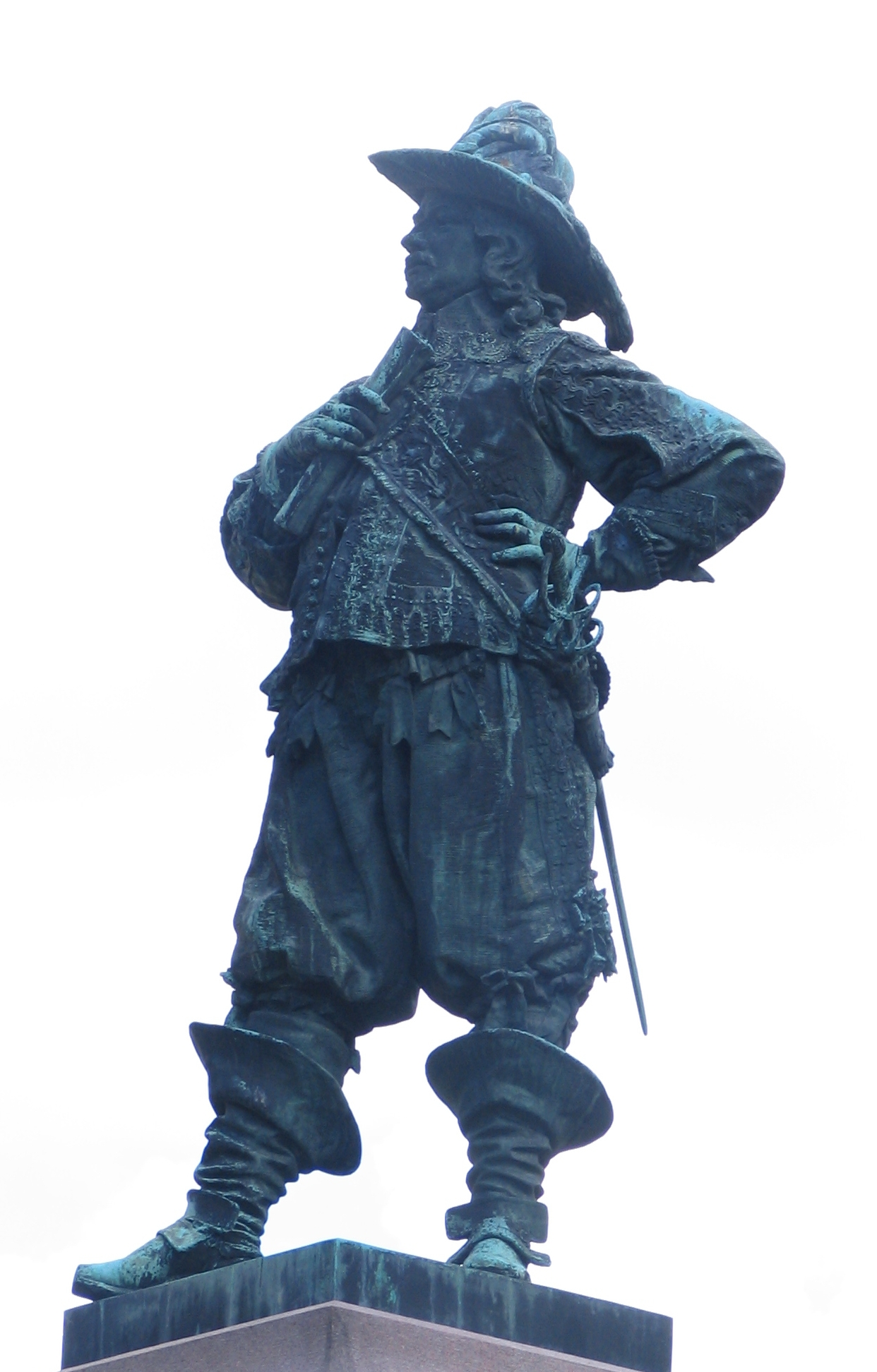
Monumento al conde, hombre de Estado Pietari Brahe, de 1888, Turku.[nota 10]
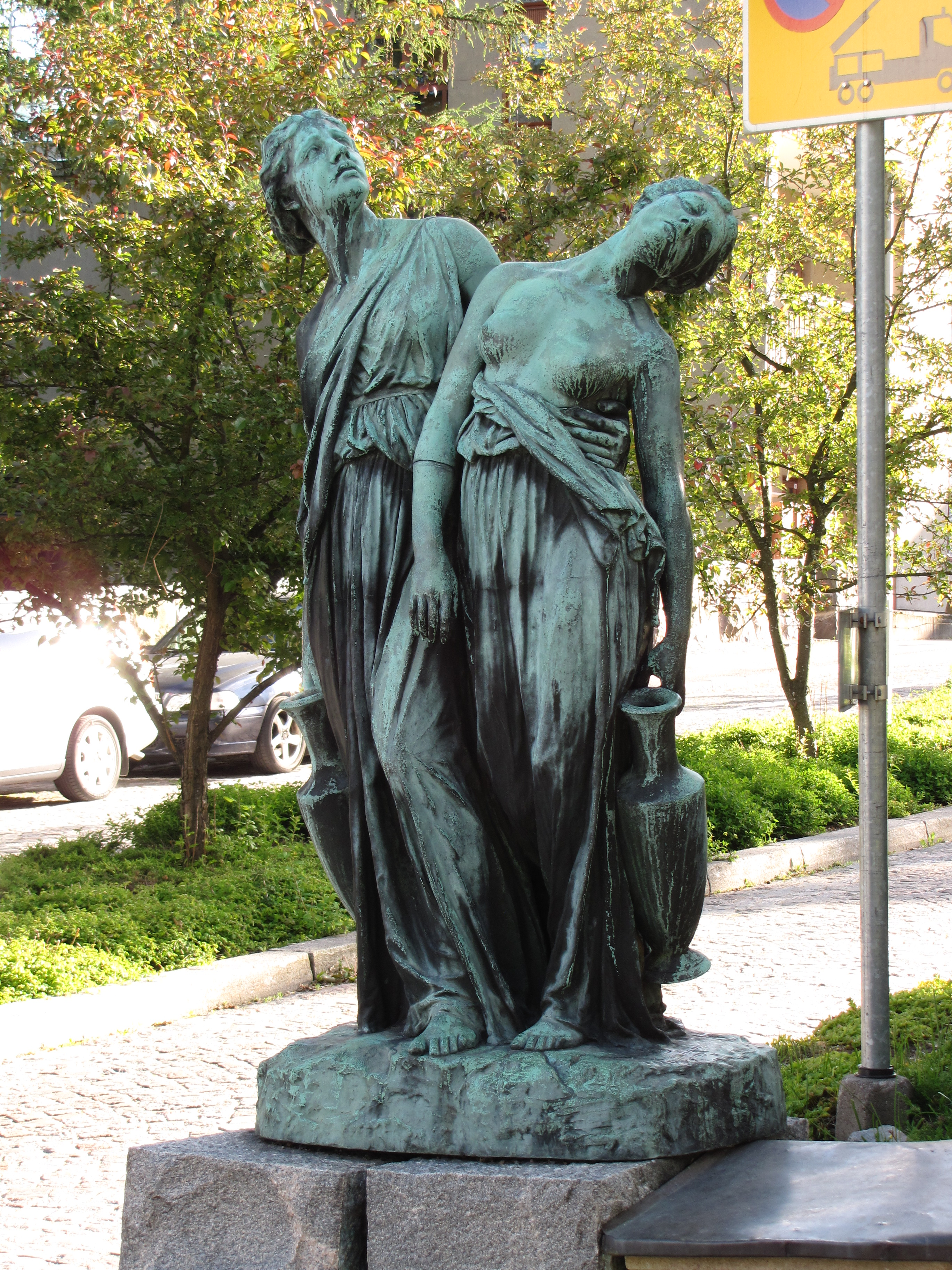
Danaidit (las Danaides), bronce 1893. En el jardín de la clínica infantil en Taka-Töölö desde 1950.